# Murchison (Neuseeland)
Murchison ist ein kleiner Ort im Tasman District auf der Südinsel von Neuseeland.

## Namensherkunft
Der Ort ist nach dem Geologen Roderick Murchison benannt.

## Geographie
Murchison befindet sich rund 60 km östlich von Westport im Tal des Zusammenflusses des Mātakitaki River und des Matiti River in den Buller River. Das breite Tal, das in vier Seitentäler der Flüsse verzweigt, besteht aus fruchtbarem Schwemmland und wird „Four Rivers Plain“ genannt. Murchison ist ringsum von bis über 1000 m hohen Bergen umgeben.

## Geschichte
Früher war die Gegend um Murchison vom Goldabbau geprägt. Lyell, einst eine der größten Goldgräbersiedlungen der Südinsel, liegt in der Nähe.

## Bevölkerung
Zum Zensus des Jahres 2013 zählte der Ort 492 Einwohner, 1,8 % weniger als zur Volkszählung im Jahr 2006.

## Wirtschaft
Murchison ist das Dienstleistungszentrum für die umgebende Landwirtschaft. Neben der Landwirtschaft ist der Ort auf Tourismus ausgerichtet. Die Angebote umfassen Angeln, Rafting, Wandern, Wildwasserkayak, Mountainbike- und Pferdetouren und Goldwaschen. Ein Museum zur Ortsgeschichte, einen Golfplatz mit 9 Löchern, eine Tankstelle, ein Krankenhaus und ein Besucherzentrum runden das Angebot ab.

## Infrastruktur

### Straßenverkehr
Durch Murchison führt der New Zealand State Highway 6 der den Ort mit Westport im Westen und Nelson im Nordosten verbindet. Rund 10 km westlich des Ortes zweigt der New Zealand State Highway 65 vom State Highway 6 nach Süden ab und bietet nach 70 Straßenkilometer eine Verkürzung der Fahrstrecke zum Ost-West verlaufenden New Zealand State Highway 7.

### Bildungswesen
Murchison besitzt eine Composite School. Die Murchison Area School führt Klassen der Jahrgangsstufen 0 bis 15. Im Mai 2015 zählte die Schule 127 Schüler.

## Tourismus
Der Ort sieht sich „Whitewater Capital“ („Wildwasser-Hauptstadt“) Neuseelands, da von hier aus der Te Kauparenui / Gowan River, Mangles River, Matiri River, Glenroy River, Mātakitaki River, Maruria River und Buller River mit Wildwasser-Strecken der Klassen 2 bis 4 erreicht werden können. In den Flüssen können außerdem Bachforellen geangelt werden. Der Ort liegt nahe dem Kahurangi National Park und dem Nelson Lake National Park und dient daher als Ausgangspunkt für Wanderungen.

## Murchison-Erdbeben
Am 17. Juni 1929 gegen 10:17 Uhr morgen bebte in Murchison die Erde. Das Beben, dessen Epizentrum nahe Murchison lag und als Murchison-Erdbeben bekannt wurde, hatte eine Stärke von 7,8 MS und forderte neben größten Zerstörungen insgesamt 17 Todesopfer. Der Sachschaden wurde auf 236 Millionen NZ$ beziffert.

## Persönlichkeiten
- Muriel Bell (1897–1974), Ernährungswissenschaftlerin und Forscherin im medizinischen Bereich
- Annette King (* 1947), Politikerin